# Dresda
Dresda (în germană Dresden) este un oraș din Germania, capitala landului federal Saxonia (Sachsen), cu o populație de circa 550.000 de locuitori.

## Istoric

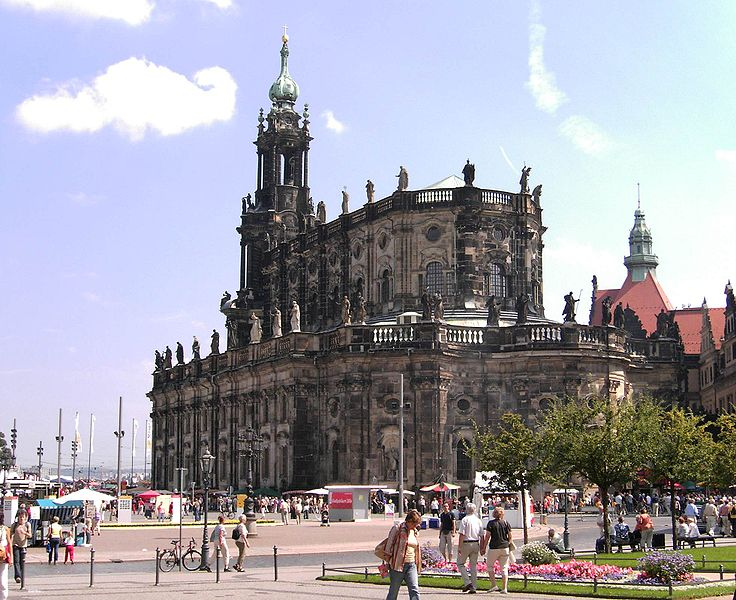
Hofkirche din Dresda

În secolul XIX s-au întâlnit aici pictori, sculptori, autori și muzicieni, reprezentativi pentru începuturile romantismului. Dresda a fost un oraș inovator din punct de vedere economic și unul dintre cele mai bogate orașe din Germania. La momentul actual aici se află cea mai mare așezare de vile din țară. Zonele din jurul Martin-Luther-Platz au apărut la sfârșitul secolului, având o cultură alternativă, cu propriile teatre, muzică modernă și localuri. Orașul-grădină Hellerau este o locație pitorească și interesantă, care merită vizitată.
Atmosfera specială din oraș (caracterizată prin contradicția aparentă dintre stilul de viață visător, aproape convențional al unei reședințe regale și centrul cultural cosmopolitan) a atras și inspirat nenumărați poeți și pasionați de literatură din întreaga lume. La sfârșitul secolului XVIII și începutul secolului XIX Dresda a devenit unul din centrele literaturii germane, în special al mișcării romantice.
Orașul a fost supus bombardamentelor de aviație extreme, în 1945, între 13 și 15 februarie, când o mare parte a civililor orașului a fost ucisă de către aviația anglo-americană, RAF și USAF.
În urma bombardamentelor, propaganda nazistă, pentru a critica crimele civile de război ale Aliaților, estimase, atunci, victimele din Dresda la aproximativ 200.000 de persoane. Estimările făcute mai târziu atestau că numărul maxim de victime ar fi fost de „doar” 25.000 - 35.000 de civili, majoritatea femei, copii și oameni în vârstă. Controversa nu a fost rezolvată satisfăcător până astăzi.
Necesitatea tactică a bombardării este controversată, la rândul său, printre criticii militari ai celui de Al Doilea Război Mondial.
În anul 1994 sediul Diecezei de Dresda-Meissen a fost mutat la Dresda, iar Hofkirche a devenit catedrală episcopală.

## Revocarea Elbei de pe lista patrimoniului universal
Peisajul cultural-natural de pe malurile Elbei în Dresda a fost înscris în anul 2004 pe lista patrimoniului cultural mondial UNESCO și revocat în 2009 din cauza construirii unui pod peste Elba.